# Taoiseach

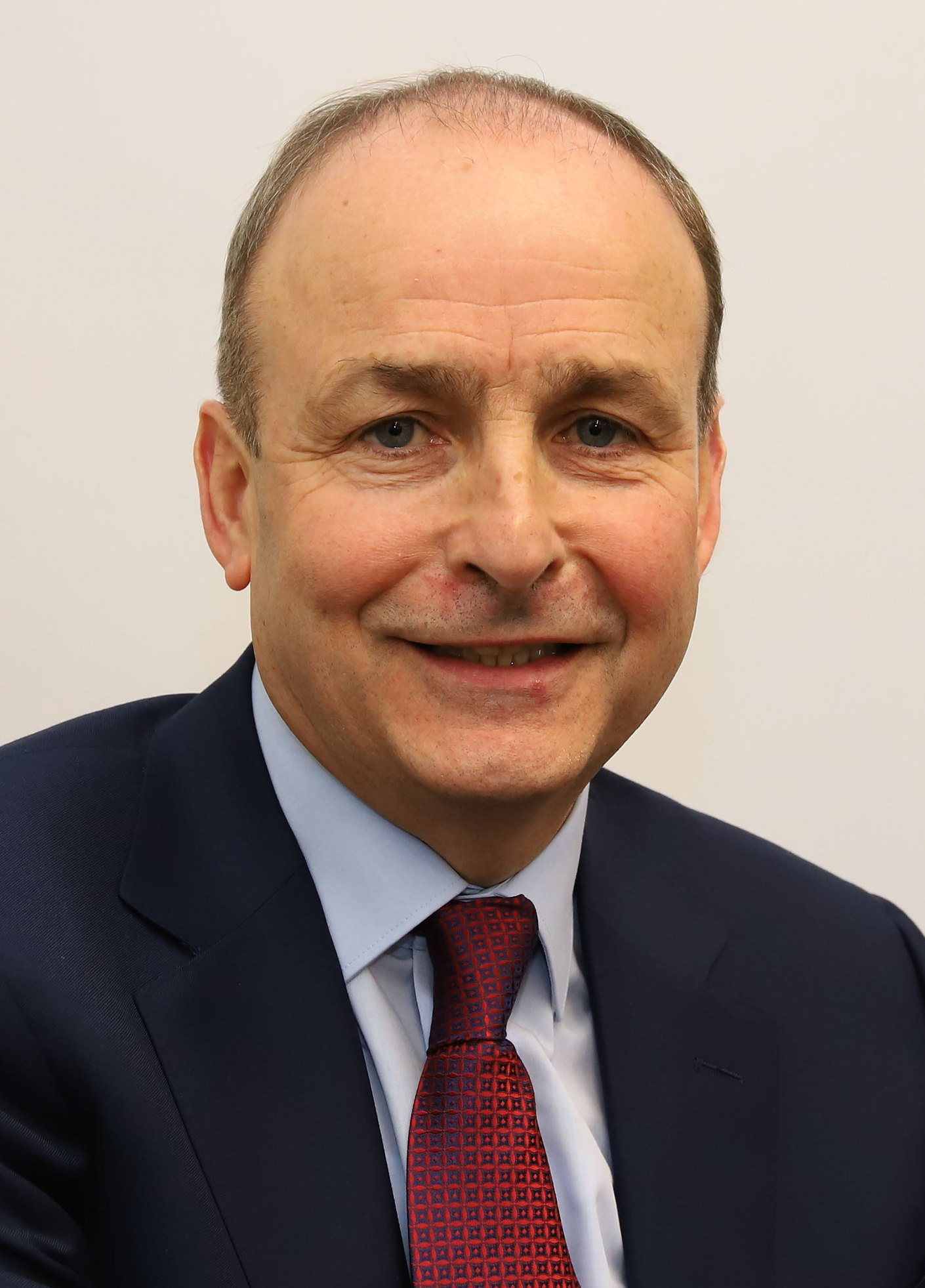
Micheál Martin, de huidige taoiseach.

De Taoiseach (ongeveer uitgesproken als tie'sjach, uitspraakⓘ) is de titel voor de premier van Ierland. De naam betekent de aanvoerder of leider. Hoewel het een Iers-Gaelisch woord is, wordt in het dagelijks taalgebruik de titel niet in het Engels vertaald. Het meervoud van Taoiseach is Taoisigh. Taoiseach is ook een bijvoeglijk naamwoord, en het meervoud is dan Taoiseacha. In de Ierse grondwet wordt het vertaald als premier.
De functie bestaat sinds 1937, en was goedgekeurd door Éamon de Valera. De vicepremier is de Tánaiste.

## Taoisigh na hÉireann(lijst van Taoisigh) sinds 1922
| Nr.  | Premier van Ierland Taoiseach hÉireann | Premier van Ierland Taoiseach hÉireann | Premier van Ierland Taoiseach hÉireann | Ambtstermijn     | Ambtstermijn     | Partij(en)          | Kabinet(en)     | Verkiezing(en) |
| ---- | -------------------------------------- | -------------------------------------- | -------------------------------------- | ---------------- | ---------------- | ------------------- | --------------- | -------------- |
| 1    |                                        | William Thomas Cosgrave                | William Thomas Cosgrave (1880–1965)    | 6 december 1922  | 9 maart 1932     | Cumann na nGaedheal | W.T. Cosgrave I | 1922           |
| 1    | W.T. Cosgrave II                       | William Thomas Cosgrave                | William Thomas Cosgrave (1880–1965)    | 6 december 1922  | 9 maart 1932     | Cumann na nGaedheal | 1923            |                |
| 1    | W.T. Cosgrave III                      | William Thomas Cosgrave                | William Thomas Cosgrave (1880–1965)    | 6 december 1922  | 9 maart 1932     | Cumann na nGaedheal | 1927 (1)        |                |
| 1    | W.T. Cosgrave IV                       | William Thomas Cosgrave                | William Thomas Cosgrave (1880–1965)    | 6 december 1922  | 9 maart 1932     | Cumann na nGaedheal | 1927 (2)        |                |
| 1    | W.T. Cosgrave V                        | William Thomas Cosgrave                | William Thomas Cosgrave (1880–1965)    | 6 december 1922  | 9 maart 1932     | Cumann na nGaedheal | 1927 (2)        |                |
| 2    |                                        | Éamon de Valera                        | Éamon de Valera (1882–1975)            | 9 maart 1932     | 18 februari 1948 | Fianna Fáil         | De Valera I     | 1932           |
| 2    | De Valera II                           | Éamon de Valera                        | Éamon de Valera (1882–1975)            | 9 maart 1932     | 18 februari 1948 | Fianna Fáil         | 1933            |                |
| 2    | De Valera III                          | Éamon de Valera                        | Éamon de Valera (1882–1975)            | 9 maart 1932     | 18 februari 1948 | Fianna Fáil         | 1937            |                |
| 2    | De Valera IV                           | Éamon de Valera                        | Éamon de Valera (1882–1975)            | 9 maart 1932     | 18 februari 1948 | Fianna Fáil         | 1937            |                |
| 2    | De Valera V                            | Éamon de Valera                        | Éamon de Valera (1882–1975)            | 9 maart 1932     | 18 februari 1948 | Fianna Fáil         | 1938            |                |
| 2    | De Valera VI                           | Éamon de Valera                        | Éamon de Valera (1882–1975)            | 9 maart 1932     | 18 februari 1948 | Fianna Fáil         | 1943            |                |
| 2    | De Valera VII                          | Éamon de Valera                        | Éamon de Valera (1882–1975)            | 9 maart 1932     | 18 februari 1948 | Fianna Fáil         | 1944            |                |
| 3    |                                        | John Aloysius Costello                 | John Aloysius Costello (1891–1976)     | 18 februari 1948 | 13 juni 1951     | Fine Gael           | Costello I      | 1948           |
| (2)  |                                        | Éamon de Valera                        | Éamon de Valera (1882–1975)            | 13 juni 1951     | 2 juni 1954      | Fianna Fáil         | De Valera VIII  | 1951           |
| (3)  |                                        | John Aloysius Costello                 | John Aloysius Costello (1891–1976)     | 2 juni 1954      | 20 maart 1957    | Fine Gael           | Costello II     | 1954           |
| (2)  |                                        | Éamon de Valera                        | Éamon de Valera (1882–1975)            | 20 maart 1957    | 23 juni 1959     | Fianna Fáil         | De Valera IX    | 1957           |
| 4    |                                        | Seán Lemass                            | Seán Lemass (1899–1971)                | 23 juni 1959     | 10 november 1966 | Fianna Fáil         | Lemass I        | 1957           |
| 4    | Lemass II                              | Seán Lemass                            | Seán Lemass (1899–1971)                | 23 juni 1959     | 10 november 1966 | Fianna Fáil         | 1961            |                |
| 4    | Lemass III                             | Seán Lemass                            | Seán Lemass (1899–1971)                | 23 juni 1959     | 10 november 1966 | Fianna Fáil         | 1965            |                |
| 5    |                                        | Jack Lynch                             | Jack Lynch (1917–1999)                 | 10 november 1966 | 14 maart 1973    | Fianna Fáil         | 1965            | Lynch I        |
| 5    | Lynch II                               | Jack Lynch                             | Jack Lynch (1917–1999)                 | 10 november 1966 | 14 maart 1973    | Fianna Fáil         | 1969            |                |
| 6    |                                        | Liam Cosgrave                          | Liam Cosgrave (1920–2017)              | 14 maart 1973    | 5 juli 1977      | Fine Gael           | L. Cosgrave     | 1973           |
| (5)  |                                        | Jack Lynch                             | Jack Lynch (1917–1999)                 | 5 juli 1977      | 11 december 1979 | Fianna Fáil         | Lynch III       | 1977           |
| 7    |                                        | Charles Haughey                        | Charles Haughey (1925–2006)            | 11 december 1979 | 30 juni 1981     | Fianna Fáil         | Haughey I       | 1977           |
| 8    |                                        | Garret FitzGerald                      | Garret FitzGerald (1926–2011)          | 30 juni 1981     | 9 maart 1982     | Fine Gael           | FitzGerald I    | 1981           |
| (7)  |                                        | Charles Haughey                        | Charles Haughey (1925–2006)            | 9 maart 1982     | 14 december 1982 | Fianna Fáil         | Haughey II      | 1982 (1)       |
| (8)  |                                        | Garret FitzGerald                      | Garret FitzGerald (1926–2011)          | 14 december 1982 | 10 maart 1987    | Fine Gael           | FitzGerald II   | 1982 (2)       |
| (7)  |                                        | Charles Haughey                        | Charles Haughey (1925–2006)            | 10 maart 1987    | 11 februari 1992 | Fianna Fáil         | Haughey III     | 1987           |
| (7)  | Haughey IV                             | Charles Haughey                        | Charles Haughey (1925–2006)            | 10 maart 1987    | 11 februari 1992 | Fianna Fáil         | 1989            |                |
| 9    |                                        | Albert Reynolds                        | Albert Reynolds (1932–2014)            | 11 februari 1992 | 15 december 1994 | Fianna Fáil         | 1989            | Reynolds I     |
| 9    | Reynolds II                            | Albert Reynolds                        | Albert Reynolds (1932–2014)            | 11 februari 1992 | 15 december 1994 | Fianna Fáil         | 1992            |                |
| 10   |                                        | John Bruton                            | John Bruton (1947–2024)                | 15 december 1994 | 26 juni 1997     | Fine Gael           | 1992            | Bruton         |
| 11   |                                        | Bertie Ahern                           | Bertie Ahern (1951)                    | 26 juni 1997     | 8 mei 2008       | Fianna Fáil         | Ahern I         | 1997           |
| 11   | Ahern II                               | Bertie Ahern                           | Bertie Ahern (1951)                    | 26 juni 1997     | 8 mei 2008       | Fianna Fáil         | 2002            |                |
| 11   | Ahern III                              | Bertie Ahern                           | Bertie Ahern (1951)                    | 26 juni 1997     | 8 mei 2008       | Fianna Fáil         | 2007            |                |
| 12   |                                        | Brian Cowen                            | Brian Cowen (1960)                     | 8 mei 2008       | 9 maart 2011     | Fianna Fáil         | 2007            | Cowen          |
| 13   |                                        | Enda Kenny                             | Enda Kenny (1951)                      | 9 maart 2011     | 14 juni 2017     | Fine Gael           | Kenny I         | 2011           |
| 13   | Kenny II                               | Enda Kenny                             | Enda Kenny (1951)                      | 9 maart 2011     | 14 juni 2017     | Fine Gael           | 2016            |                |
| 14   |                                        | Leo Varadkar                           | Leo Varadkar (1979)                    | 14 juni 2017     | 27 juni 2020     | Fine Gael           | 2016            | Varadkar       |
| 15   |                                        | Leo Varadkar                           | Micheál Martin (1960)                  | 27 juni 2020     | 17 december 2022 | Fianna Fáil         | Martin-Varadkar | 2020           |
| (14) |                                        | Leo Varadkar                           | Leo Varadkar (1979)                    | 17 december 2022 | 9 april 2024     | Fine Gael           | Martin-Varadkar | 2020           |
| 16   |                                        | Simon Harris                           | Simon Harris (1986)                    | 9 april 2024     | 23 januari 2025  | Fine Gael           | Harris-Martin   | 2020           |
| (15) |                                        | Leo Varadkar                           | Micheál Martin (1960)                  | 23 januari 2025  | heden            | Fianna Fáil         | Martin-Harris   | 2024           |